# فرد: فیلم
فرِد: فیلم (به انگلیسی: Fred: The Movie) یک فیلم کمدی مستقل محصول سال ۲۰۱۰ آمریکا، نوشته دیوید گودمن، به کارگردانی کلی وینر و تولید شده توسط برایان رابینز است